# Języki mura
Języki mura – rodzina języków używanych w Ameryce Południowej. Jedynym żywym językiem z tej rodziny jest język pirahã, którym posługuje się 150 osób w ośmiu wioskach w dżungli amazońskiej. Inne języki: mura, bohurá i yahahí wymarły wskutek ekspansji języka portugalskiego.